# Sušice (stacja kolejowa)
Sušice – stacja kolejowa w miejscowości Sušice, w kraju pilzneńskim, w Czechach. Położona jest na wysokości 465 m n.p.m.
Na stacji istnieje możliwość zakupu biletów na wszystkiego rodzaju pociągi oraz rezerwacji miejsc. 

## Linie kolejowe
- 185 Horažďovice předměstí - Domažlice